# Valentino Rovisi
Valentino Rovisi (Moena, dicembre 1715 – Moena, 12 marzo 1783) è stato un pittore barocco trentino.

## Biografia

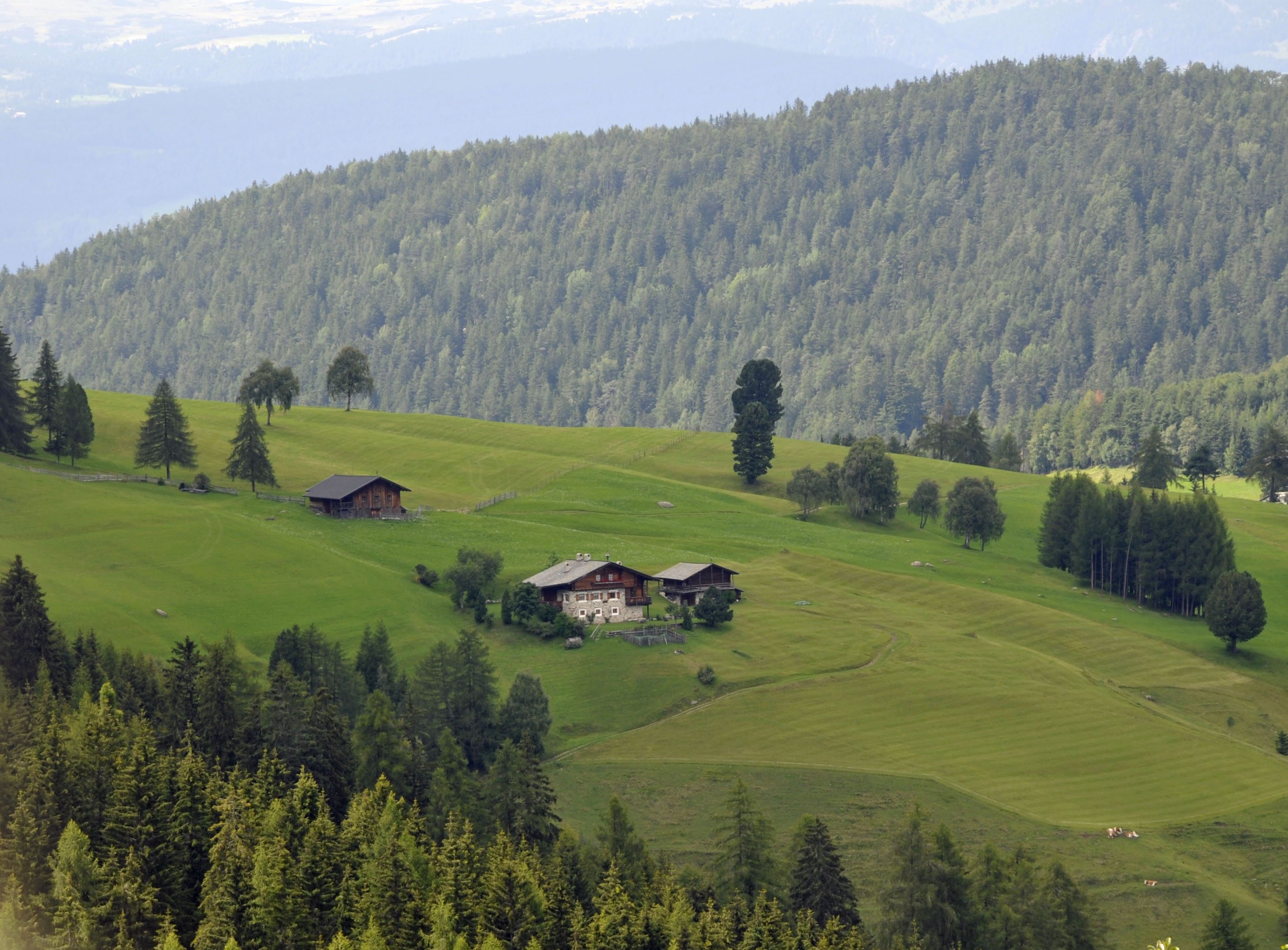
Il maso Roveis in Val Gardena donde origina la famiglia Rovisi

Figlio di Pietro e Maria Felicetti,  fu battezzato nella chiesa di San Vigilio a Moena, il 23 dicembre 1715. Il padre, Pietro Rovisi, originario dal maso Roveis di Bulla in Val Gardena, svolgeva l'attività di mercante di legname con la Serenissima Repubblica Veneta.
Giunto nella città lagunare nel 1728, verosimilmente tramite i contatti del padre, alloggiò in calle del Sturion dal signor Filosi da Malvasia, nei pressi di Rialto nella Parrocchia di San Silvestro. Vi stette per cinque anni per svolgere il garzonato. Rientrò in patria negli anni tra il 1733 e il 1734. Nel 1743 ritornò a Venezia e vi restò fino al 1752.
Nel 1753 rientrò a Moena per affrescare la facciata esterna dell'albergo Stella. Nel 1756 si trasferì con la famiglia a Chiusa, ma ritornò a Moena tre anni dopo dove si stabilì definitivamente nella casa paterna. 
Ebbe un'attività frenetica nella vallate trentine, in quelle  altoatesine e bellunesi: dalla Val di Cembra a Lavis, Trento, Valsugana, Valle dei Laghi, Agordino, Val Biois, Val Cordevole, occupandosi soprattutto di affreschi e di pale d'altare, portando in questi centri periferici il gusto veneziano alla maniera tiepolesca.
Sposò Lucia Ghisler, conosciuta già a 12 anni e abitante nella stessa parrocchia, ed ebbe 5 figli di cui una, Vincenza, secondo il Weber si chiamava Leopoldina, proseguì il lavoro del padre. Di Vincenza Rovisi sono noti due affreschi nel presbiterio della Chiesa parrocchiale di Roncegno del 1773 rappresentanti la caduta di San Paolo a Damasco e San Pietro che predica.
Stilisticamente il Rovisi è molto vicino a Giovanni Battista Tiepolo e pare certo che sia stato suo allievo, anche se non esistono documenti sicuri sulla frequentazione del laboratorio del Tiepolo, che nel 1736 si era trasferito proprio nella parrocchia veneziana di San Silvestro.
Il 21 marzo 1783 Valentino Rovisi morì a Moena lasciando alla figlia Vincenza, che aveva collaborato con lui in molte sue opere, la sua bottega con i suoi modelli.

## Opere

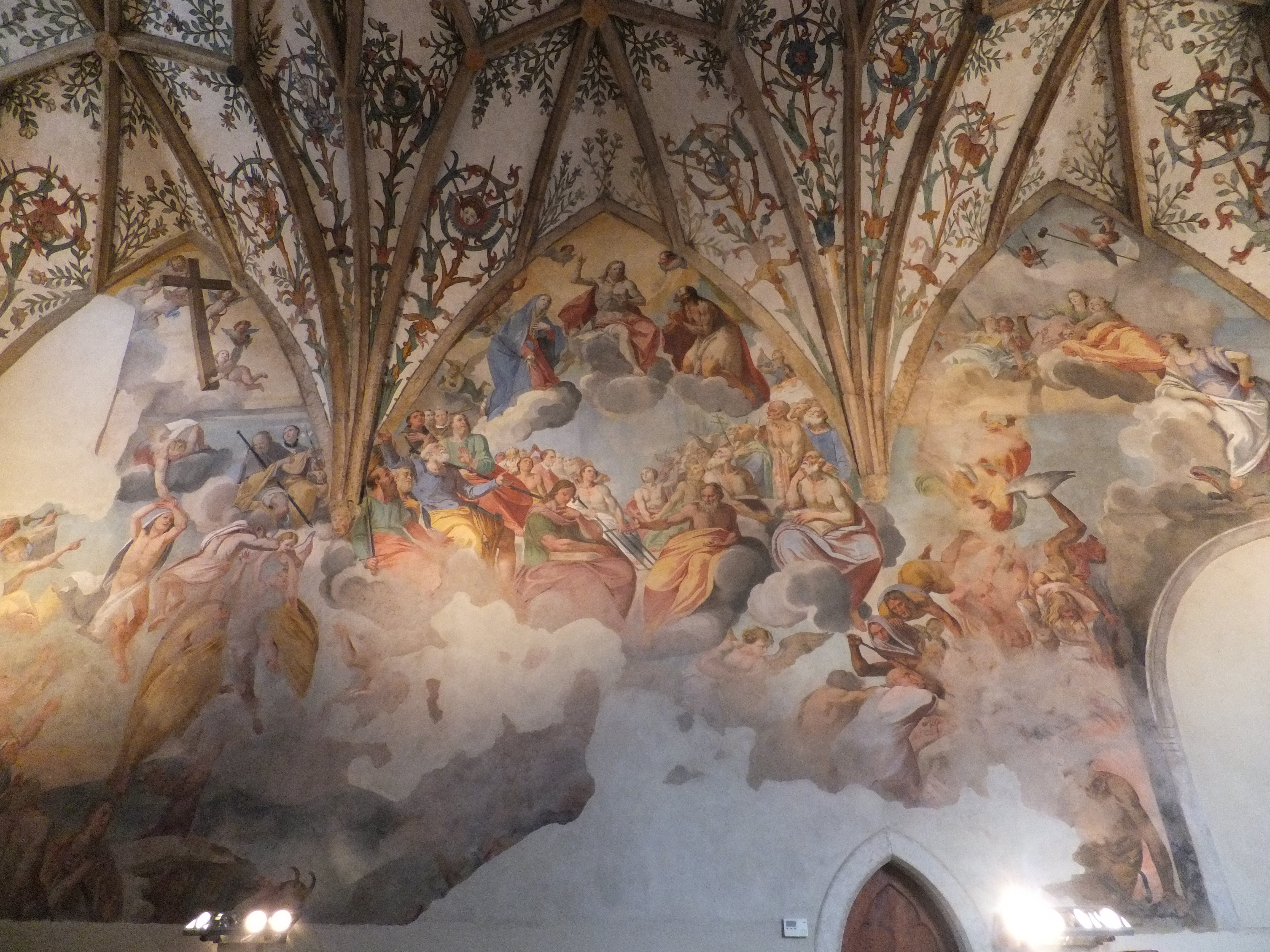
Il Giudizio Universale nella chiesa di San Pietro di Cembra

- Vallada Agordina, nella Chiesa di San Simon, pale degli altari di Santa Barbara e San Bartolomeo,
- Cortina, Chiesa della Difesa, soffitto con la battaglia tra Ampezzani e invasori e la Santa Madonna della Difesa con una spada
- Cavalese, Museo Pinacoteca della Magnifica Comunità di Fiemme, olio su tela Cristo e l'adultera, olio su tela Assunzione della Vergine, olio su tela (studio) Cacciata degli angeli ribelli, olio su tela (studio) Eterno in gloria.
- Moena, chiesa di San Vigilio, cappella del Carmine, affresco Istituzione dello  Scapolare (1750-1751), controfacciata Consacrazione della Chiesa di San Vigilio e glorificazione del beato Adalpreto.
- Moena, Casa Sommavilla, affresco Trinità con i Santi Agostino, Antonio , Giacomo e Floriano.
- Vigo di Fassa, chiesa di Santa Giuliana, affresco Madonna in trono tra i Santi Rocco e Sebastiano, affresco Bambino di Praga e Cristo alla Colonna.
- Falcade alto, chiesa dei Santi Fabiano e Sebastiano,  pala dell'altare maggiore attribuita al Rovisi.
- Canale d'Agordo, chiesa di San Giovanni Battista, Via crucis attribuita alla scuola del Rovisi.
- Nova Ponente, nel Santuario di Pietralba, in sacrestia affresco Lavanda dei piedi.
- Grumes, chiesa parrocchiale di Santa Lucia, affreschi nella volta della navata Cacciata dei mercanti dal tempio, Cacciata degli angeli ribelli e Trasfigurazione di Cristo sul monte Tabor.
- Cencenighe Agordino, chiesa parrocchiale, volta della seconda campata a sinistra Eterno in gloria e angeli musicanti.
- Sorni di Lavis, chiesa parrocchiale dell'Assunta,  altare maggiore Assunzione della vergine e i Santi Agostino e Vigilio.
- Chiusa, chiesa parrocchiale, facciata, affreschi dei Santi Andrea e Giovanni Battista.
- Cembra, chiesa di San Pietro, affresco Giudizio Universale.
- Roncegno, chiesa parrocchiale dei S.S. Pietro e Paolo, volta della navata Ascensione di Cristo, abside Caduta di Simon Mago e Conversione di San Paolo sulla via di Damasco, soffitto della sacrestia Adorazione dei pastori, sacrestia Samaritana al Pozzo.
- Cavedine,con la collaborazione della figlia Vincenza, chiesa di Santa Maria Assunta, affreschi della navata Moltiplicazione dei pani e dei pesci e i Quattro Evangelisti, Incoronazione della Vergine  e i quattro Padri della Chiesa, Martirio di Santo Stefano e Martirio di San Lorenzo; sacrestia affresco Sacrificio di Isacco.
- Cavalese, collezione privata Ultima cena, 1760/1770 [2]